# Mouvement national républicain
De Mouvement national républicain (MNR) is een Franse rechtse nationalistische en conservatieve partij. De partij wordt meestal omschreven als extreemrechts. De partij is opgericht door Bruno Mégret na de splitsing in het FN van 1998.
Enkele vrienden van Mégret probeerden in 1998 de controle over het FN te verwerven zonder uit de partij te worden gezet. Ze organiseerden daarvoor een 'Conseil national'.
Deze raad drong aan op de organisatie van een 'Congrès de l'unité' die op zijn buurt een Congres van het FN liet bijeenroepen in januari 1999. Na de afloop van dit congres droegen de leden Bruno Mégret op als voorzitter van het FN en lieten de naam veranderen in Front national - Mouvement national.
Voor de Europese verkiezingen van 1999 werd de naam veranderd in Mouvement national en in datzelfde jaar werd daar nog 'Républicain' aan toegevoegd.
Het MNR wil de Franse identiteit beschermen. In Europa wil het MNR een belangrijke rol voor Frankrijk. Verder wil de partij de doodstraf opnieuw invoeren en een 'zerotolerancebeleid' beleid toepassen voor delinquenten.
Bij de parlementsverkiezingen van 2007 behaalde de partij geen enkele zetels en heeft alleen nog maar enkele burgemeesters en gemeenteraadsleden als vertegenwoordigers.